# プリンプトン・ワイオミング

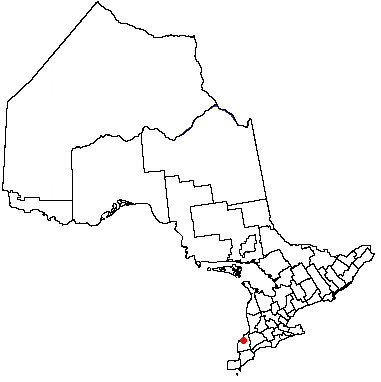
オンタリオ州内の位置

プリンプトン・ワイオミング（英：Plympton-Wyoming）は、カナダ・オンタリオ州のラムトン郡にある町。人口は8,850人（2022年推計）。
2001年にプリンプトンとワイオミングが合併して誕生した。ワイオミングにはラムトン郡の行政府が置かれている。

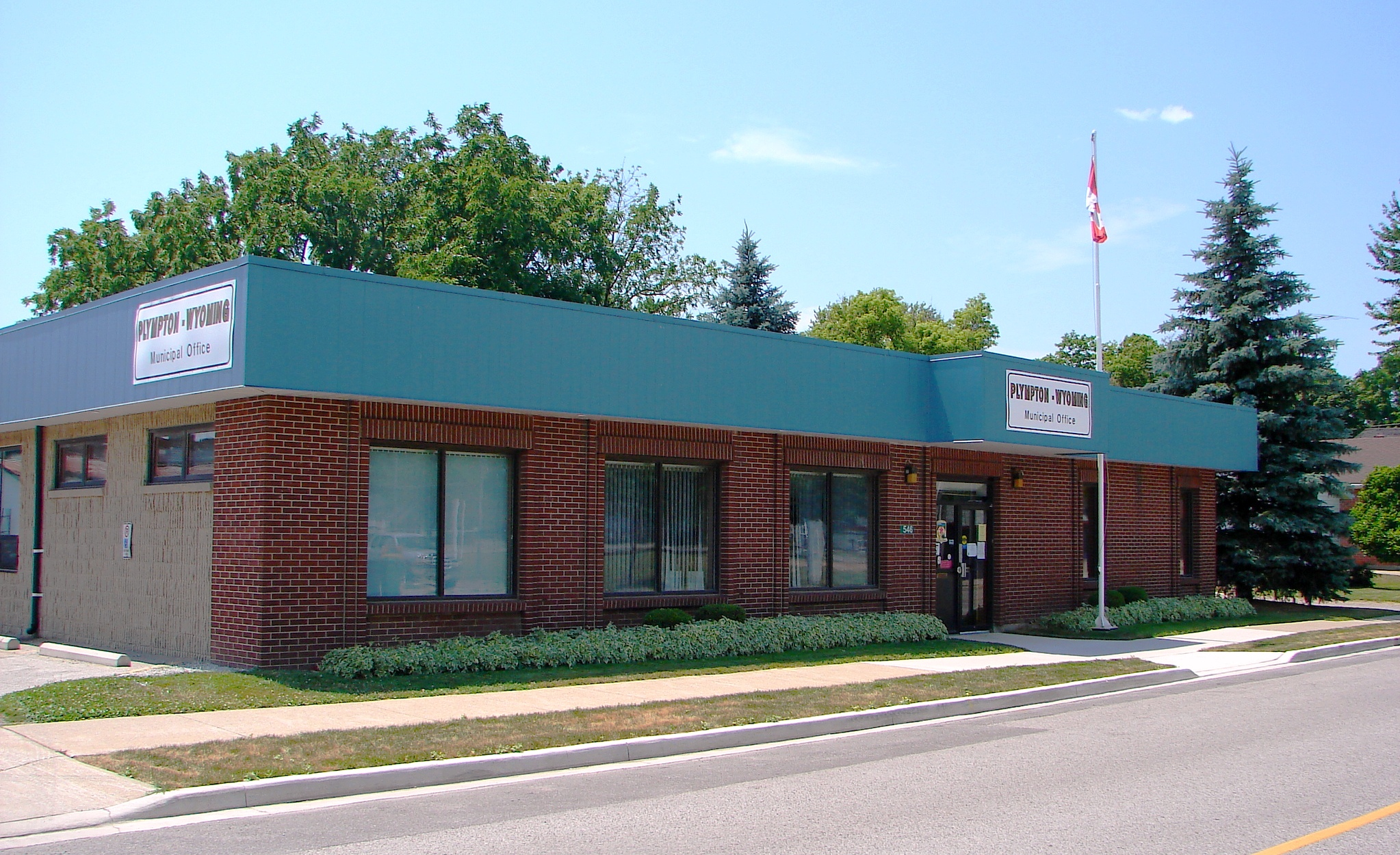
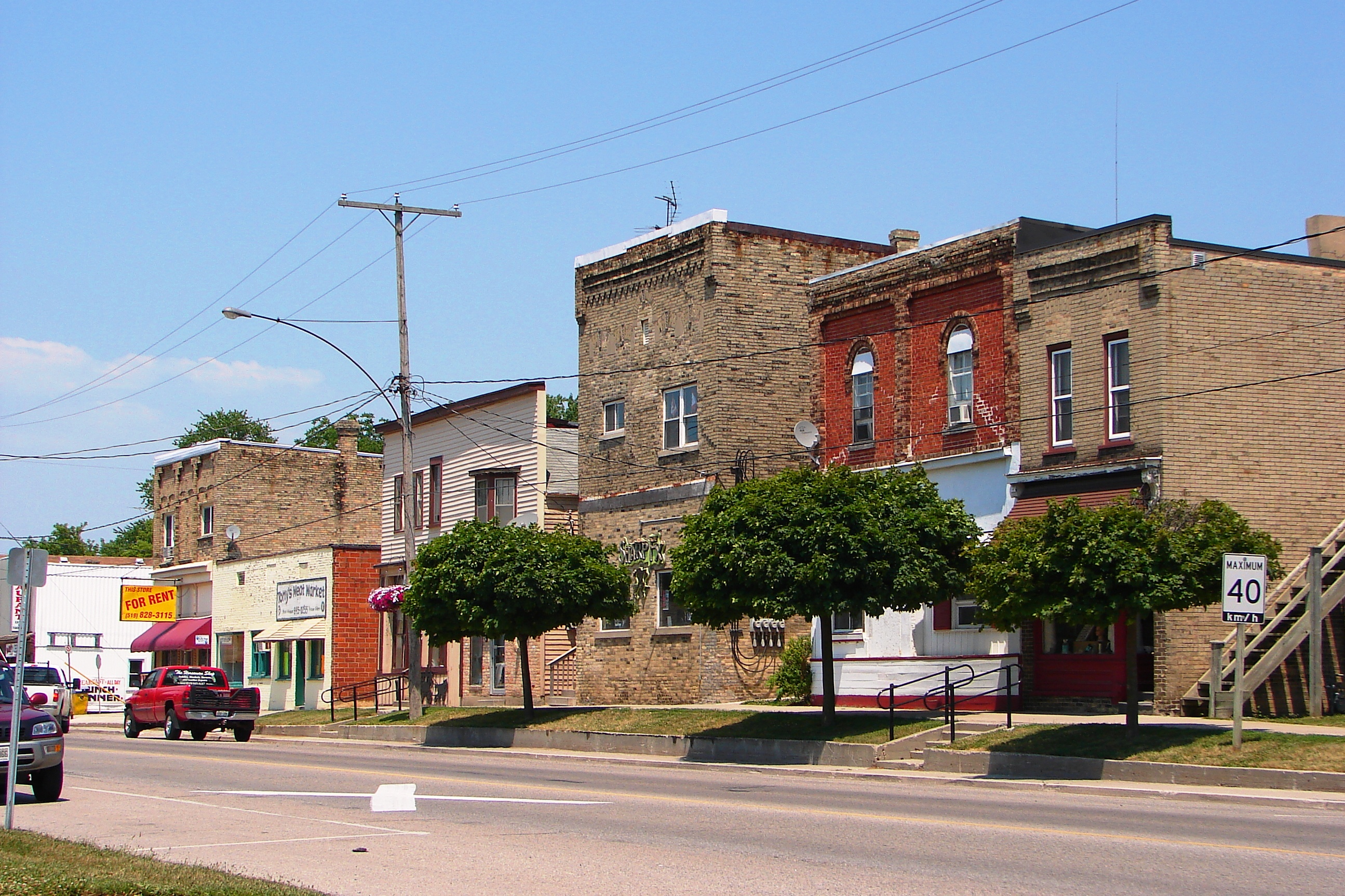